# Francesco Maselli
Francesco Maselli (alternativnamn Citto Maselli), född 9 december 1930 i Rom, död 21 mars 2023 i Rom, var en italiensk filmregissör och manusförfattare.

## Filmografi
- 1949 - Tibet proibito
- 1949 - Bagnaia, villaggio italiano
- 1950 - Finestre
- 1951 - Zona pericolosa
- 1951 - Stracciaroli
- 1951 - Sport minore
- 1951 - Bambini
- 1952 - Ombrelli
- 1953 - Uno spettacolo di pupi
- 1953 - I fiori
- 1953 - Festa dei morti in Sicilia
- 1953 - Città che dorme
- 1953 - L'amore in città (episode "Storia di Caterina")
- 1954 - Cantamaggio a Cervarezza
- 1955 - Gli sbandati
- 1956 - La donna del giorno
- 1956 - Bambini al cinema
- 1959 - Adolescenza
- 1960 - La suola romana
- 1960 - I delfini
- 1961 - Le italiane e l'amore (episode "Le adolescenti e l'amore")
- 1964 - Gli indifferenti
- 1967 - Fai in fretta ad uccidermi... ho freddo!
- 1969 - Ruba al prossimo tuo
- 1970 - Lettera aperta a un giornale della sera
- 1975 - Il sospetto
- 1980 - Tre operai (TV-serie)
- 1984 - L'addio a Enrico Berlinguer (kollektive dokumentärfilm)
- 1986 – Kärlekens pris
- 1988 - Codice privato
- 1990 - L'alba
- 1990 - Il segreto
- 1996 - Intolerance (episode "Pietas")
- 1996 - Cronache del terzo millennio
- 1999 - Il compagno (TV-film)
- 2001 - Un altro mondo è possibile (kollektive dokumentärfilm)
- 2002 - Lettere dalla Palestina
- 2003 - Firenze, il nostro domani
- 2005 - Frammenti di Novecento
- 2007 - Civico zero
- 2009 - Le ombre rosse